# كارلوس رودريغو نونيز
كارلوس رودريغو نونيز (بالإسبانية: Carlos Rodrigo Núñez) (22 يونيو 1992 بكانلونيس في الأوروغواي - ) هو لاعب كرة قدم أوروغواني في مركز الهجوم. لعب مع بنيارول ونادي راسينغ ونادي ليفربول.

## وصلات خارجية
- كارلوس رودريغو نونيز على موقع إي إس بي إن إف سي (الإنجليزية)
- كارلوس رودريغو نونيز على موقع قاعدة بيانات كرة القدم.إي يو (الإنجليزية)
- كارلوس رودريغو نونيز على موقع Soccerway.com (الإنجليزية)